# Liste der olympischen Medaillengewinner aus Polen
Die Liste der olympischen Medaillengewinner aus Polen zählt alle Athleten aus Polen auf, die bei Olympischen Spielen eine Medaille gewinnen konnten. Seit 1924 nimmt Polen an Sommerspielen und Winterspielen teil.

## Medaillenbilanz
Bisher gewannen polnische Sportler insgesamt 331 Medaillen (80 × Gold, 100 × Silber, 151 × Bronze). Hauptsächlich gewann das Land diese Medaillen bei Sommerspielen (73/93/142). Ein kleiner Teil (7/7/9) kam bei Winterspielen hinzu.
| Polen bei den Olympischen Sommerspielen                                               | Polen bei den Olympischen Sommerspielen | Polen bei den Olympischen Sommerspielen | Polen bei den Olympischen Sommerspielen | Polen bei den Olympischen Sommerspielen | Polen bei den Olympischen Sommerspielen |      | Polen bei den Olympischen Winterspielen | Polen bei den Olympischen Winterspielen | Polen bei den Olympischen Winterspielen | Polen bei den Olympischen Winterspielen | Polen bei den Olympischen Winterspielen | Polen bei den Olympischen Winterspielen |
| Jahr                                                                                  | Gold                                    | Silber                                  | Bronze                                  | Gesamt                                  | Rang                                    | Jahr | Gold                                    | Silber                                  | Bronze                                  | Gesamt                                  | Rang                                    |                                         |
| 1924                                                                                  | 0                                       | 1                                       | 1                                       | 2                                       | 22                                      |      | 1924                                    | 0                                       | 0                                       | 0                                       | 0                                       |                                         |
| 1928                                                                                  | 1                                       | 1                                       | 3                                       | 5                                       | 21                                      |      | 1928                                    | 0                                       | 0                                       | 0                                       | 0                                       |                                         |
| 1932                                                                                  | 2                                       | 1                                       | 4                                       | 7                                       | 14                                      |      | 1932                                    | 0                                       | 0                                       | 0                                       | 0                                       |                                         |
| 1936                                                                                  | 0                                       | 3                                       | 3                                       | 6                                       | 22                                      |      | 1936                                    | 0                                       | 0                                       | 0                                       | 0                                       |                                         |
| 1948                                                                                  | 0                                       | 0                                       | 1                                       | 1                                       | 34                                      |      | 1948                                    | 0                                       | 0                                       | 0                                       | 0                                       |                                         |
| 1952                                                                                  | 1                                       | 2                                       | 1                                       | 4                                       | 20                                      |      | 1952                                    | 0                                       | 0                                       | 0                                       | 0                                       |                                         |
| 1956                                                                                  | 1                                       | 4                                       | 4                                       | 9                                       | 17                                      |      | 1956                                    | 0                                       | 0                                       | 1                                       | 1                                       | 12                                      |
| 1960                                                                                  | 4                                       | 6                                       | 11                                      | 21                                      | 9                                       |      | 1960                                    | 0                                       | 1                                       | 1                                       | 2                                       | 11                                      |
| 1964                                                                                  | 7                                       | 6                                       | 10                                      | 23                                      | 7                                       |      | 1964                                    | 0                                       | 0                                       | 0                                       | 0                                       |                                         |
| 1968                                                                                  | 5                                       | 2                                       | 11                                      | 18                                      | 11                                      |      | 1968                                    | 0                                       | 0                                       | 0                                       | 0                                       |                                         |
| 1972                                                                                  | 7                                       | 5                                       | 9                                       | 21                                      | 7                                       |      | 1972                                    | 1                                       | 0                                       | 0                                       | 1                                       | 13                                      |
| 1976                                                                                  | 7                                       | 6                                       | 13                                      | 26                                      | 6                                       |      | 1976                                    | 0                                       | 0                                       | 0                                       | 0                                       |                                         |
| 1980                                                                                  | 3                                       | 14                                      | 15                                      | 32                                      | 10                                      |      | 1980                                    | 0                                       | 0                                       | 0                                       | 0                                       |                                         |
| 1984                                                                                  | –                                       | –                                       | –                                       | –                                       | –                                       |      | 1984                                    | 0                                       | 0                                       | 0                                       | 0                                       |                                         |
| 1988                                                                                  | 2                                       | 5                                       | 9                                       | 16                                      | 20                                      |      | 1988                                    | 0                                       | 0                                       | 0                                       | 0                                       |                                         |
| 1992                                                                                  | 3                                       | 6                                       | 10                                      | 19                                      | 19                                      |      | 1992                                    | 0                                       | 0                                       | 0                                       | 0                                       |                                         |
| 1996                                                                                  | 7                                       | 5                                       | 5                                       | 17                                      | 11                                      |      | 1994                                    | 0                                       | 0                                       | 0                                       | 0                                       |                                         |
| 2000                                                                                  | 6                                       | 5                                       | 3                                       | 14                                      | 14                                      |      | 1998                                    | 0                                       | 0                                       | 0                                       | 0                                       |                                         |
| 2004                                                                                  | 3                                       | 2                                       | 5                                       | 10                                      | 23                                      |      | 2002                                    | 0                                       | 1                                       | 1                                       | 2                                       | 21                                      |
| 2008                                                                                  | 4                                       | 5                                       | 2                                       | 11                                      | 21                                      |      | 2006                                    | 0                                       | 1                                       | 1                                       | 2                                       | 20                                      |
| 2012                                                                                  | 3                                       | 2                                       | 6                                       | 11                                      | 30                                      |      | 2010                                    | 1                                       | 3                                       | 2                                       | 6                                       | 15                                      |
| 2016                                                                                  | 2                                       | 3                                       | 6                                       | 11                                      | 33                                      |      | 2014                                    | 4                                       | 1                                       | 1                                       | 6                                       | 11                                      |
| 2020                                                                                  | 4                                       | 5                                       | 5                                       | 14                                      | 17                                      |      | 2018                                    | 1                                       | 0                                       | 1                                       | 2                                       |                                         |
| 2024                                                                                  | 1                                       | 4                                       | 5                                       | 10                                      | 42                                      |      | 2022                                    | 0                                       | 0                                       | 1                                       | 1                                       | 27                                      |
| Gesamt                                                                                | 73                                      | 93                                      | 142                                     | 308                                     |                                         |      | Gesamt                                  | 7                                       | 7                                       | 9                                       | 23                                      |                                         |
| \| \| Gold \| Silber \| Bronze \| Gesamt \| \| Ges. S+W \| 80 \| 100 \| 151 \| 331 \| |                                         |                                         |                                         |                                         |                                         |      |                                         |                                         |                                         |                                         |                                         |                                         |
|                                                                                       | Gold                                    | Silber                                  | Bronze                                  | Gesamt                                  |                                         |      |                                         |                                         |                                         |                                         |                                         |                                         |
| Ges. S+W                                                                              | 80                                      | 100                                     | 151                                     | 331                                     |                                         |      |                                         |                                         |                                         |                                         |                                         |                                         |

## Medaillengewinner
| Name                          | Sportart              | Jahr / Disziplin                                          | Gold | Silber | Bronze | Gesamt |
| ----------------------------- | --------------------- | --------------------------------------------------------- | ---- | ------ | ------ | ------ |
| A ↑↑                          |                       |                                                           |      |        |        |        |
| Kazimierz Adach               | Boxen                 | 1980 Moskau Leichtgewicht Herren                          | –    | –      | 1      | 1      |
| Dariusz Adamczuk              | Fußball               | 1992 Barcelona Herren                                     | –    | 1      | –      | 1      |
| Jerzy Adamski                 | Boxen                 | 1960 Rom Federgewicht Herren                              | –    | 1      | –      | 1      |
| Zygmunt Anczok                | Fußball               | 1972 München Herren                                       | 1    | –      | –      | 1      |
| Maria Andrejczyk              | Leichtathletik        | 2020 Tokio Speerwurf Damen                                | –    | 1      | –      | 1      |
| Bohdan Andrzejewski           | Fechten               | 1968 Mexiko-Stadt Degen Mannschaft Herren                 | –    | –      | 1      | 1      |
| Robert Andrzejuk              | Fechten               | 2008 Peking Degen Mannschaft Herren                       | –    | 1      | –      | 1      |
| Zdzisław Antczak              | Handball              | 1976 Montreal Herren                                      | –    | –      | 1      | 1      |
| Aleksy Antkiewicz             | Boxen                 | 1948 London Federgewicht Herren                           | –    | –      | 1      | 2      |
| Aleksy Antkiewicz             | Boxen                 | 1952 Helsinki Leichtgewicht Herren                        | –    | 1      | –      | 2      |
| Michał Antoniewicz            | Reiten                | 1928 Amsterdam Springreiten Mannschaft (auf „Readgleadt“) | –    | 1      | –      | 2      |
| Michał Antoniewicz            | Reiten                | 1928 Amsterdam Military Mannschaft (auf „Moja Mita“)      | –    | –      | 1      | 2      |
| Halina Aszkiełowicz           | Volleyball            | 1968 Mexiko-Stadt Damen                                   | –    | –      | 1      | 1      |
| B ↑↑                          |                       |                                                           |      |        |        |        |
| Katarzyna Bachleda-Curuś      | Eisschnelllauf        | 2010 Vancouver Teamverfolgung Damen                       | –    | –      | 1      | 2      |
| Katarzyna Bachleda-Curuś      | Eisschnelllauf        | 2014 Sotschi Teamverfolgung Damen                         | –    | 1      | –      | 2      |
| Andrzej Badeński              | Leichtathletik        | 1964 Tokio 400 m Herren                                   | –    | –      | 1      | 1      |
| Marek Bajor                   | Fußball               | 1992 Barcelona Herren                                     | –    | 1      | –      | 1      |
| Fabian Barański               | Rudern                | 2024 Paris Doppelvierer Herren                            | –    | –      | 1      | 1      |
| Paweł Baraszkiewicz           | Kanu                  | 2000 Sydney Zweier-Canadier 1000 m Herren                 | –    | 1      | –      | 1      |
| Kazimierz Barburski           | Fechten               | 1968 Mexiko-Stadt Degen Mannschaft Herren                 | –    | –      | 1      | 1      |
| Edward Barcik                 | Radsport              | 1972 München Mannschaftszeitfahren Herren                 | –    | 1      | –      | 1      |
| Wojciech Bartnik              | Boxen                 | 1992 Barcelona Halbschwergewicht Herren                   | –    | –      | 1      | 1      |
| Waldemar Baszanowski          | Gewichtheben          | 1964 Tokio Leichtgewicht Herren                           | 1    | –      | –      | 2      |
| Waldemar Baszanowski          | Gewichtheben          | 1968 Mexiko-Stadt Leichtgewicht Herren                    | 1    | –      | –      | 2      |
| Iga Baumgart-Witan            | Leichtathletik        | 2020 Tokio 4 × 400 m Damen                                | –    | 1      | –      | 2      |
| Iga Baumgart-Witan            | Leichtathletik        | 2020 Tokio 4 × 400 m Mixed                                | 1    | –      | –      | 2      |
| Bronisław Bebel               | Volleyball            | 1976 Montreal Herren                                      | 1    | –      | –      | 1      |
| Andrzej Bek                   | Radsport              | 1972 München Tandem Herren                                | –    | –      | 1      | 1      |
| Brunon Bendig                 | Boxen                 | 1960 Rom Bantamgewicht Herren                             | –    | –      | 1      | 1      |
| Jan Benigier                  | Fußball               | 1976 Montreal Herren                                      | –    | 1      | –      | 1      |
| Miłosz Bernatajtys            | Rudern                | 2008 Peking Leichtgewichtsvierer Herren                   | –    | 1      | –      | 1      |
| Dariusz Białkowski            | Kanu                  | 1992 Barcelona Zweier-Kajak 1000 m Herren                 | –    | –      | 1      | 2      |
| Dariusz Białkowski            | Kanu                  | 2000 Sydney Vierer-Kajak Herren                           | –    | –      | 1      | 2      |
| Mateusz Bieniek               | Volleyball            | 2024 Paris Herren                                         | –    | 1      | –      | 1      |
| Roman Bierła                  | Ringen                | 1980 Moskau Gr.-röm. Schwergewicht                        | –    | 1      | –      | 1      |
| Leon Birkholc                 | Rudern                | 1928 Amsterdam Vierer mit Steuermann Herren               | –    | –      | 1      | 1      |
| Mateusz Biskup                | Rudern                | 2024 Paris Doppelvierer Herren                            | –    | –      | 1      | 1      |
| Leszek Blanik                 | Turnen                | 2000 Sydney Pferdsprung Herren                            | –    | –      | 1      | 2      |
| Leszek Blanik                 | Turnen                | 2008 Peking Pferdsprung Herren                            | 1    | –      | –      | 2      |
| Leszek Błażyński              | Boxen                 | 1972 München Fliegengewicht Herren                        | –    | –      | 1      | 2      |
| Leszek Błażyński              | Boxen                 | 1976 Montreal Fliegengewicht Herren                       | –    | –      | 1      | 2      |
| Janusz Bobik                  | Reiten                | 1980 Moskau Springreiten Mannschaft (auf „Szampan“)       | –    | 1      | –      | 1      |
| Jan Bochenek                  | Gewichtheben          | 1960 Rom Leichtschwergewicht Herren                       | –    | –      | 1      | 1      |
| Sylwia Bogacka                | Schießen              | 2012 London Luftgewehr Damen                              | –    | 1      | –      | 1      |
| Bartłomiej Bołądź             | Volleyball            | 2024 Paris Herren                                         | –    | 1      | –      | 1      |
| Bartłomiej Bonk               | Gewichtheben          | 2012 London Schwergewicht Herren                          | –    | –      | 1      | 1      |
| Ryszard Bosek                 | Volleyball            | 1976 Montreal Herren                                      | 1    | –      | –      | 1      |
| Jerzy Braun                   | Rudern                | 1932 Los Angeles Zweier mit Steuermann Herren             | –    | 1      | –      | 2      |
| Jerzy Braun                   | Rudern                | 1932 Los Angeles Vierer mit Steuermann Herren             | –    | –      | 1      | 2      |
| Zbigniew Bródka               | Eisschnelllauf        | 2014 Sotschi 1500 m Herren                                | 1    | –      | –      | 2      |
| Zbigniew Bródka               | Eisschnelllauf        | 2014 Sotschi Teamverfolgung Herren                        | –    | –      | 1      | 2      |
| Franciszek Bronikowski        | Rudern                | 1928 Amsterdam Vierer mit Steuermann Herren               | –    | –      | 1      | 1      |
| Kajetan Broniewski            | Rudern                | 1992 Barcelona Einer Herren                               | –    | –      | 1      | 1      |
| Jerzy Brzęczek                | Fußball               | 1992 Barcelona Herren                                     | –    | 1      | –      | 1      |
| Janusz Brzozowski             | Handball              | 1976 Montreal Herren                                      | –    | –      | 1      | 1      |
| Henryk Budziński              | Rudern                | 1932 Los Angeles Zweier ohne Steuermann Herren            | –    | –      | 1      | 1      |
| Hanna Krystyna Busz           | Volleyball            | 1964 Tokio Damen                                          | –    | –      | 1      | 1      |
| Michał Butkiewicz             | Fechten               | 1968 Mexiko-Stadt Degen Mannschaft Herren                 | –    | –      | 1      | 1      |
| C ↑↑                          |                       |                                                           |      |        |        |        |
| Lidia Chmielnicka             | Volleyball            | 1968 Mexiko-Stadt Damen                                   | –    | –      | 1      | 1      |
| Ludomir Chronowski            | Fechten               | 1980 Moskau Degen Mannschaft Herren                       | –    | 1      | –      | 1      |
| Zygmunt Chychła               | Boxen                 | 1952 Helsinki Weltergewicht Herren                        | 1    | –      | –      | 1      |
| Monika Ciaciuch               | Rudern                | 2016 Rio de Janeiro Doppelvierer Damen                    | –    | –      | 1      | 1      |
| Aleksander Cichoń             | Ringen                | 1980 Moskau Freistil Halbschwergewicht Herren             | –    | –      | 1      | 1      |
| Teresa Ciepły                 | Leichtathletik        | 1964 Tokio 80 m Hürden Damen                              | –    | 1      | –      | 2      |
| Teresa Ciepły                 | Leichtathletik        | 1964 Tokio 4 × 100 m Damen                                | 1    | –      | –      | 2      |
| Piotr Cieśla                  | Handball              | 1976 Montreal Herren                                      | –    | –      | 1      | 1      |
| Michał Cieślak                | Rudern                | 1992 Barcelona Vierer mit Steuermann Herren               | –    | –      | 1      | 1      |
| Dominik Czaja                 | Rudern                | 2024 Paris Doppelvierer Herren                            | –    | –      | 1      | 1      |
| Lesław Ćmikiewicz             | Fußball               | 1972 München Herren                                       | 1    | –      | –      | 2      |
| Lesław Ćmikiewicz             | Fußball               | 1976 Montreal Herren                                      | –    | 1      | –      | 2      |
| Andrzej Cofalik               | Gewichtheben          | 1996 Atlanta Leichtschwergewicht                          | –    | –      | 1      | 1      |
| Krystyna Czajkowska           | Volleyball            | 1964 Tokio Damen                                          | –    | –      | 1      | 2      |
| Krystyna Czajkowska           | Volleyball            | 1968 Mexiko-Stadt Damen                                   | –    | –      | 1      | 2      |
| Kazimierz Czarnecki           | Gewichtheben          | 1976 Montreal Leichtgewicht Herren                        | –    | –      | 1      | 1      |
| Natalia Czerwonka             | Eisschnelllauf        | 2014 Sotschi Teamverfolgung Damen                         | –    | 1      | –      | 1      |
| Grzegorz Cziura               | Gewichtheben          | 1976 Montreal Bantamgewicht Herren                        | –    | 1      | –      | 1      |
| Agnieszka Czopek              | Schwimmen             | 1980 Moskau 400 m Lagen Damen                             | –    | –      | 1      | 1      |
| Maciej Czyżowicz              | Moderner Fünfkampf    | 1992 Barcelona Mannschaft Herren                          | 1    | –      | –      | 1      |
| D ↑↑                          |                       |                                                           |      |        |        |        |
| Marek Dąbrowski               | Fechten               | 1972 München Florett Mannschaft Herren                    | 1    | –      | –      | 1      |
| Tadeusz Dembończyk            | Gewichtheben          | 1980 Moskau Bantamgewicht Herren                          | –    | –      | 1      | 1      |
| Kazimierz Deyna               | Fußball               | 1972 München Herren                                       | 1    | –      | –      | 2      |
| Kazimierz Deyna               | Fußball               | 1976 Montreal Herren                                      | –    | 1      | –      | 2      |
| Małgorzata Dłużewska          | Rudern                | 1980 Moskau Zweier ohne Steuerfrau                        | –    | 1      | –      | 1      |
| Patryk Dobek                  | Leichtathletik        | 2020 Tokio 800 m Herren                                   | –    | –      | 1      | 1      |
| Władysław Dobrowolski         | Fechten               | 1932 Los Angeles Säbel Mannschaft Herren                  | –    | –      | 1      | 1      |
| Marcin Dołęga                 | Gewichtheben          | 2008 Peking Schwergewicht Herren                          | –    | –      | 1      | 1      |
| Jan Dolgowicz                 | Ringen                | 1980 Moskau Gr.-röm. Mittelgewicht                        | –    | 1      | –      | 1      |
| Marek Dopierała               | Kanu                  | 1988 Seoul Zweier-Canadier 500 m Herren                   | –    | 1      | –      | 2      |
| Marek Dopierała               | Kanu                  | 1988 Seoul Zweier-Canadier 1000 m Herren                  | –    | –      | 1      | 2      |
| Stanisław Dragan              | Boxen                 | 1968 Mexiko-Stadt Halbschwergewicht Herren                | –    | –      | 1      | 1      |
| Bolesław Drewek               | Rudern                | 1928 Amsterdam Vierer mit Steuermann Herren               | –    | –      | 1      | 1      |
| Leszek Drogosz                | Boxen                 | 1960 Rom Weltergewicht Herren                             | –    | –      | 1      | 1      |
| Marian Dudziak                | Leichtathletik        | 1964 Tokio 4 × 100 m Herren                               | –    | 1      | –      | 1      |
| Leszek Dunecki                | Leichtathletik        | 1980 Moskau 4 × 100 m Herren                              | –    | 1      | –      | 1      |
| Kajetan Duszyński             | Leichtathletik        | 2020 Tokio 4 × 400 m Mixed                                | 1    | –      | –      | 1      |
| Jan Dydak                     | Boxen                 | 1988 Seoul Weltergewicht Herren                           | –    | –      | 1      | 1      |
| Izabela Dylewska              | Kanu                  | 1988 Seoul Einer-Kajak 500 m Damen                        | –    | –      | 1      | 2      |
| Izabela Dylewska              | Kanu                  | 1992 Barcelona Einer-Kajak 500 m Damen                    | –    | –      | 1      | 2      |
| Iwona Dzięcioł                | Bogenschießen         | 1996 Atlanta Mannschaft Damen                             | –    | –      | 1      | 1      |
| E ↑↑                          |                       |                                                           |      |        |        |        |
| F ↑↑                          |                       |                                                           |      |        |        |        |
| Jacek Fafiński                | Ringen                | 1996 Atlanta Gr.-röm. Halbschwergewicht                   | –    | 1      | –      | 1      |
| Paweł Fajdek                  | Leichtathletik        | 2020 Tokio Hammerwurf Herren                              | –    | –      | 1      | 1      |
| Marian Foik                   | Leichtathletik        | 1964 Tokio 4 × 100 m Herren                               | –    | 1      | –      | 1      |
| Tomasz Fornal                 | Volleyball            | 2024 Paris Herren                                         | –    | 1      | –      | 1      |
| Wojciech Fortuna              | Skispringen           | 1972 Sapporo Großschanze Herren                           | 1    | –      | –      | 1      |
| Egon Franke                   | Fechten               | 1964 Tokio Florett Einzel Herren                          | 1    | –      | –      | 3      |
| Egon Franke                   | Fechten               | 1964 Tokio Florett Mannschaft Herren                      | –    | 1      | –      | 3      |
| Egon Franke                   | Fechten               | 1968 Mexiko-Stadt Florett Mannschaft Herren               | –    | –      | 1      | 3      |
| Maciej Freimut                | Kanu                  | 1992 Barcelona Zweier-Kajak 500 m Herren                  | –    | 1      | –      | 1      |
| Tadeusz Friedrich             | Fechten               | 1928 Amsterdam Säbel Mannschaft Herren                    | –    | –      | 1      | 2      |
| Tadeusz Friedrich             | Fechten               | 1932 Los Angeles Säbel Mannschaft Herren                  | –    | –      | 1      | 2      |
| Magdalena Fularczyk-Kozłowska | Rudern                | 2012 London Doppelzweier Damen                            | –    | –      | 1      | 2      |
| Magdalena Fularczyk-Kozłowska | Rudern                | 2016 Rio de Janeiro Doppelzweier Damen                    | 1    | –      | –      | 2      |
| G ↑↑                          |                       |                                                           |      |        |        |        |
| Robert Gadocha                | Fußball               | 1972 München Herren                                       | 1    | –      | –      | 1      |
| Franciszek Gąsienica Groń     | Nordische Kombination | 1956 Cortina d’Ampezzo Herren                             | –    | –      | 1      | 1      |
| Wiesław Gawłowski             | Volleyball            | 1976 Montreal Herren                                      | 1    | –      | –      | 1      |
| Wiesław Gawlikowski           | Schießen              | 1976 Montreal Skeet Herren                                | –    | –      | 1      | 1      |
| Dariusz Gęsior                | Fußball               | 1992 Barcelona Herren                                     | –    | 1      | –      | 1      |
| Andrzej Głąb                  | Ringen                | 1988 Seoul Gr.-röm. Halbfliegengewicht                    | –    | 1      | –      | 1      |
| Jan Gmyrek                    | Handball              | 1976 Montreal Herren                                      | –    | –      | 1      | 1      |
| Arkadiusz Godel               | Fechten               | 1972 München Florett Mannschaft Herren                    | 1    | –      | –      | 1      |
| Marek Gołąb                   | Gewichtheben          | 1968 Mexiko-Stadt Mittelschwergewicht Herren              | –    | –      | 1      | 1      |
| Maria Golimowska              | Volleyball            | 1964 Tokio Damen                                          | –    | –      | 1      | 1      |
| Andrzej Gołota                | Boxen                 | 1988 Seoul Schwergewicht Herren                           | –    | –      | 1      | 1      |
| Bohdan Gonsior                | Fechten               | 1968 Mexiko-Stadt Degen Mannschaft Herren                 | –    | –      | 1      | 1      |
| Jerzy Gorgoń                  | Fußball               | 1972 München Herren                                       | 1    | –      | –      | 2      |
| Jerzy Gorgoń                  | Fußball               | 1976 Montreal Herren                                      | –    | 1      | –      | 2      |
| Janusz Gortat                 | Boxen                 | 1972 München Halbschwergewicht Herren                     | 1    | –      | –      | 2      |
| Janusz Gortat                 | Boxen                 | 1976 Montreal Halbschwergewicht Herren                    | –    | –      | 1      | 2      |
| Dariusz Goździak              | Moderner Fünfkampf    | 1992 Barcelona Mannschaft Herren                          | 1    | –      | –      | 1      |
| Jerzy Greszkiewicz            | Schießen              | 1976 Montreal Laufende Scheibe Herren                     | –    | –      | 1      | 1      |
| Andrzej Gronowicz             | Kanu                  | 1976 Montreal Zweier-Canadier 500 m Herren                | –    | 1      | –      | 1      |
| Sylwia Gruchała               | Fechten               | 2000 Sydney Florett Mannschaft Damen                      | –    | 1      | –      | 2      |
| Sylwia Gruchała               | Fechten               | 2004 Athen Florett Einzel Damen                           | –    | –      | 1      | 2      |
| Józef Grudzień                | Boxen                 | 1964 Tokio Leichtgewicht Herren                           | 1    | –      | –      | 2      |
| Józef Grudzień                | Boxen                 | 1968 Mexiko-Stadt Leichtgewicht Herren                    | –    | 1      | –      | 2      |
| Józef Grzesiak                | Boxen                 | 1964 Tokio Halbmittelgewicht Herren                       | –    | –      | 1      | 1      |
| Zbigniew Gut                  | Fußball               | 1972 München Herren                                       | –    | –      | 1      | 1      |
| Kazimierz Gzowski             | Reiten                | 1928 Amsterdam Springreiten Mannschaft (auf „Mylord“)     | –    | 1      | –      | 1      |
| H ↑↑                          |                       |                                                           |      |        |        |        |
| Joachim Halupczok             | Radsport              | 1988 Seoul Mannschaftszeitfahren Herren                   | –    | 1      | –      | 1      |
| Wiesław Hartman               | Reiten                | 1980 Moskau Springreiten Mannschaft (auf „Norton“)        | –    | 1      | –      | 1      |
| Małgorzata Hołub-Kowalik      | Leichtathletik        | 2020 Tokio 4 × 400 m Damen                                | –    | 1      | –      | 2      |
| Małgorzata Hołub-Kowalik      | Leichtathletik        | 2020 Tokio 4 × 400 m Mixed                                | 1    | –      | –      | 2      |
| Norbert Huber                 | Volleyball            | 2024 Paris Herren                                         | –    | 1      | –      | 1      |
| Stefan Hula                   | Ski Nordisch          | 2018 Pyeongchang Mannschaft Herren                        | –    | –      | 1      | 1      |
| I ↑↑                          |                       |                                                           |      |        |        |        |
| Justyna Iskrzycka             | Kanu                  | 2020 Tokio Vierer-Kajak 500 m Damen                       | –    | –      | 1      | 1      |
| J ↑↑                          |                       |                                                           |      |        |        |        |
| Piotr Jabłkowski              | Fechten               | 1980 Moskau Degen Mannschaft Herren                       | –    | 1      | –      | 1      |
| Krystyna Jakubowska           | Volleyball            | 1964 Tokio Damen                                          | –    | –      | 1      | 2      |
| Krystyna Jakubowska           | Volleyball            | 1968 Mexiko-Stadt Damen                                   | –    | –      | 1      | 2      |
| Marcin Jałocha                | Fußball               | 1992 Barcelona Herren                                     | –    | 1      | –      | 1      |
| Damian Janikowski             | Ringen                | 2012 London bis 84 kg Herren                              | –    | –      | 1      | 1      |
| Barbara Janiszewska           | Leichtathletik        | 1960 Rom 4 × 100 m Damen                                  | –    | –      | 1      | 1      |
| Edmund Jankowski              | Rudern                | 1928 Amsterdam Vierer mit Steuermann Herren               | –    | –      | 1      | 1      |
| Wojciech Jankowski            | Rudern                | 1992 Barcelona Vierer mit Steuermann Herren               | –    | –      | 1      | 1      |
| Marcin Janusz                 | Volleyball            | 2024 Paris Herren                                         | –    | 1      | –      | 1      |
| Aleksandra Jarecka            | Fechten               | 2024 Paris Degen Mannschaft Damen                         | –    | –      | 1      | 1      |
| Zbigniew Jaremski             | Leichtathletik        | 1976 Montreal 4 × 400 m Herren                            | –    | 1      | –      | 1      |
| Zenon Jaskuła                 | Radsport              | 1988 Seoul Mannschaftszeitfahren Herren                   | –    | 1      | –      | 1      |
| Daniel Jędraszko              | Kanu                  | 2000 Sydney Zweier-Canadier 500 m Herren                  | –    | 1      | –      | 1      |
| Otylia Jędrzejczak            | Schwimmen             | 2004 Athen 400 m Freistil Damen                           | –    | 1      | –      | 3      |
| Otylia Jędrzejczak            | Schwimmen             | 2004 Athen 200 m Schmetterling Damen                      | 1    | –      | –      | 3      |
| Otylia Jędrzejczak            | Schwimmen             | 2004 Athen 100 m Schmetterling Damen                      | –    | 1      | –      | 3      |
| Michał Jeliński               | Rudern                | 2008 Peking Doppelvierer Herren                           | 1    | –      | –      | 1      |
| Celina Jesionowska            | Leichtathletik        | 1960 Rom 4 × 100 m Damen                                  | –    | –      | 1      | 1      |
| Dorota Jokiel                 | Turnen                | 1956 Melbourne Gruppenturnen Damen                        | –    | –      | 1      | 1      |
| Jerzy Jokiel                  | Turnen                | 1932 Helsinki Boden Herren                                | –    | 1      | –      | 1      |
| Andrzej Juskowiak             | Fußball               | 1992 Barcelona Herren                                     | –    | 1      | –      | 1      |
| Jarosława Jóźwiakowska        | Leichtathletik        | 1960 Rom Hochsprung Damen                                 | –    | 1      | –      | 1      |
| K ↑↑                          |                       |                                                           |      |        |        |        |
| Jerzy Kaczmarek               | Fechten               | 1972 München Florett Mannschaft Herren                    | 1    | –      | –      | 1      |
| Łukasz Kaczmarek              | Volleyball            | 2024 Paris Herren                                         | –    | 1      | –      | 1      |
| Natalia Kaczmarek             | Leichtathletik        | 2020 Tokio 4 × 400 m Damen                                | –    | 1      | –      | 3      |
| Natalia Kaczmarek             | Leichtathletik        | 2020 Tokio 4 × 400 m Mixed                                | 1    | –      | –      | 3      |
| Natalia Kaczmarek             | Leichtathletik        | 2024 Paris 400 m Damen                                    | –    | –      | 1      | 3      |
| Zbigniew Kaczmarek            | Gewichtheben          | 1972 München Leichtgewicht Herren                         | –    | –      | 1      | 1      |
| Aleksandra Kałucka            | Sportklettern         | 2024 Paris Speed Damen                                    | –    | –      | 1      | 1      |
| Alfred Kałuziński             | Handball              | 1976 Montreal Herren                                      | –    | –      | 1      | 1      |
| Stefan Kapłaniak              | Kanu                  | 1972 München Zweier-Kajak 1000 m Herren                   | –    | –      | 1      | 1      |
| Marek Karbarz                 | Volleyball            | 1976 Montreal Herren                                      | 1    | –      | –      | 1      |
| Władysław Karaś               | Schießen              | 1936 Berlin Kleinkaliber liegend Herren                   | –    | –      | 1      | 1      |
| Henryk Kasperczak             | Fußball               | 1976 Montreal Herren                                      | –    | 1      | –      | 1      |
| Marian Kasprzyk               | Boxen                 | 1960 Rom Halbweltergewicht Herren                         | –    | –      | 1      | 2      |
| Marian Kasprzyk               | Boxen                 | 1964 Tokio Weltergewicht Herren                           | 1    | –      | –      | 2      |
| Ryszard Katus                 | Leichtathletik        | 1972 München Zehnkampf Herren                             | –    | –      | 1      | 1      |
| Zdzisław Kawecki              | Reiten                | 1936 Berlin Military Mannschaft (auf „Bambino“)           | –    | 1      | –      | 1      |
| Miroslaw Kibaczewski          | Volleyball            | 1976 Montreal Herren                                      | 1    | –      | –      | 1      |
| Urszula Kielan                | Leichtathletik        | 1980 Moskau Hochsprung Damen                              | –    | 1      | –      | 1      |
| Anna Kiełbasińska             | Leichtathletik        | 2020 Tokio 4 × 400 m Damen                                | –    | 1      | –      | 1      |
| Piotr Kiełpikowski            | Fechten               | 1992 Barcelona Florett Mannschaft Herren                  | –    | –      | 1      | 2      |
| Piotr Kiełpikowski            | Fechten               | 1996 Atlanta Florett Mannschaft Herren                    | –    | 1      | –      | 2      |
| Janusz Kierzkowski            | Radsport              | 1968 Mexiko-Stadt 1000 m Zeitfahren Herren                | –    | –      | 1      | 1      |
| Irena Kirszenstein            | Leichtathletik        | 1964 Tokio 4 × 100 m Damen                                | 1    | –      | –      | 7      |
| Irena Kirszenstein            | Leichtathletik        | 1964 Tokio 200 m Damen                                    | –    | 1      | –      | 7      |
| Irena Kirszenstein            | Leichtathletik        | 1964 Tokio Weitsprung Damen                               | –    | 1      | –      | 7      |
| Irena Kirszenstein            | Leichtathletik        | 1968 Mexiko-Stadt 200 m Damen                             | 1    | –      | –      | 7      |
| Irena Kirszenstein            | Leichtathletik        | 1968 Mexiko-Stadt 100 m Damen                             | –    | –      | 1      | 7      |
| Irena Kirszenstein            | Leichtathletik        | 1972 München 200 m Damen                                  | –    | –      | 1      | 7      |
| Irena Kirszenstein            | Leichtathletik        | 1976 Montreal 400 m Damen                                 | 1    | –      | –      | 7      |
| Aleksander Kłak               | Fußball               | 1992 Barcelona Herren                                     | –    | 1      | –      | 1      |
| Alicja Klasik                 | Fechten               | 2024 Paris Degen Mannschaft Damen                         | –    | –      | 1      | 1      |
| Katarzyna Klata               | Bogenschießen         | 1996 Atlanta Mannschaft Damen                             | –    | –      | 1      | 1      |
| Jerzy Klempel                 | Handball              | 1976 Montreal Herren                                      | –    | –      | 1      | 1      |
| Renata Knapik-Miazga          | Fechten               | 2024 Paris Degen Mannschaft Damen                         | –    | –      | 1      | 1      |
| Ewa Kłobukowska               | Leichtathletik        | 1964 Tokio 4 × 100 m Damen                                | 1    | –      | –      | 2      |
| Ewa Kłobukowska               | Leichtathletik        | 1964 Tokio 100 m Damen                                    | –    | –      | 1      | 2      |
| Kazimierz Kmiecik             | Fußball               | 1972 München Herren                                       | 1    | –      | –      | 2      |
| Kazimierz Kmiecik             | Fußball               | 1976 Montreal Herren                                      | –    | 1      | –      | 2      |
| Agnieszka Kobus               | Rudern                | 2016 Rio de Janeiro Doppelvierer Damen                    | –    | –      | 1      | 2      |
| Agnieszka Kobus               | Rudern                | 2020 Tokio Doppelvierer Damen                             | –    | 1      | –      | 2      |
| Andrzej Kobylański            | Fußball               | 1992 Barcelona Herren                                     | –    | 1      | –      | 1      |
| Edward Kobyliński             | Rudern                | 1932 Los Angeles Vierer mit Steuermann Herren             | –    | –      | 1      | 1      |
| Teodor Kocerka                | Rudern                | 1952 Helsinki Einer Herren                                | –    | –      | 1      | 2      |
| Teodor Kocerka                | Rudern                | 1960 Rom Einer Herren                                     | –    | –      | 1      | 2      |
| Jakub Kochanowski             | Volleyball            | 2024 Paris Herren                                         | –    | 1      | –      | 1      |
| Benedykt Kocot                | Radsport              | 1972 München Tandem Herren                                | –    | –      | 1      | 1      |
| Marek Kolbowicz               | Rudern                | 2008 Peking Doppelvierer Herren                           | 1    | –      | –      | 1      |
| Szymon Kołecki                | Gewichtheben          | 2000 Sydney Mittelschwergewicht Herren                    | –    | 1      | –      | 2      |
| Szymon Kołecki                | Gewichtheben          | 2008 Peking Mittelschwergewicht Herren                    | 1    | –      | –      | 2      |
| Krzysztof Kołomański          | Kanu                  | 2000 Sydney Zweier-Canadier Kanuslalom Herren             | –    | 1      | –      | 1      |
| Władysław Komar               | Leichtathletik        | 1972 München Kugelstoßen Herren                           | 1    | –      | –      | 1      |
| Halina Konopacka              | Leichtathletik        | 1928 Amsterdam Diskuswurf Damen                           | 1    | –      | –      | 1      |
| Malwina Kopron                | Leichtathletik        | 2020 Tokio Hammerwurf Damen                               | –    | –      | 1      | 1      |
| Danuta Kordaczuk              | Volleyball            | 1964 Tokio Damen                                          | –    | –      | 1      | 1      |
| Adam Korol                    | Rudern                | 2008 Peking Doppelvierer Herren                           | 1    | –      | –      | 1      |
| Robert Korzeniowski           | Leichtathletik        | 1996 Atlanta 50 km Gehen Herren                           | 1    | –      | –      | 4      |
| Robert Korzeniowski           | Leichtathletik        | 2000 Sydney 50 km Gehen Herren                            | 1    | –      | –      | 4      |
| Robert Korzeniowski           | Leichtathletik        | 2000 Sydney 20 km Gehen Herren                            | 1    | –      | –      | 4      |
| Robert Korzeniowski           | Leichtathletik        | 2004 Athen 50 km Gehen Herren                             | 1    | –      | –      | 4      |
| Czesława Kościańska           | Rudern                | 1980 Moskau Zweier ohne Steuerfrau                        | –    | 1      | –      | 1      |
| Krzysztof Kosedowski          | Boxen                 | 1980 Moskau Federgewicht Herren                           | –    | –      | 1      | 1      |
| Leszek Kosedowski             | Boxen                 | 1976 Montreal Federgewicht Herren                         | –    | –      | 1      | 1      |
| Dariusz Koseła                | Fußball               | 1992 Barcelona Herren                                     | –    | 1      | –      | 1      |
| Hubert Kostka                 | Fußball               | 1972 München Herren                                       | 1    | –      | –      | 1      |
| Maciej Kot                    | Ski Nordisch          | 2018 Pyeongchang Mannschaft Herren                        | –    | –      | 1      | 1      |
| Natalia Kot                   | Turnen                | 1956 Melbourne Gruppenturnen Damen                        | –    | –      | 1      | 1      |
| Grzegorz Kotowicz             | Kanu                  | 1992 Barcelona Zweier-Kajak 1000 m Herren                 | –    | –      | 1      | 2      |
| Grzegorz Kotowicz             | Kanu                  | 2000 Sydney Vierer-Kajak Herren                           | –    | –      | 1      | 2      |
| Jan Kowalczyk                 | Reiten                | 1980 Moskau Springreiten Einzel (auf „Artemor“)           | 1    | –      | –      | 2      |
| Jan Kowalczyk                 | Reiten                | 1980 Moskau Springreiten Mannschaft (auf „Artemor“)       | –    | 1      | –      | 2      |
| Justyna Kowalczyk             | Skilanglauf           | 2006 Turin 30 km Freistil Damen                           | –    | –      | 1      | 5      |
| Justyna Kowalczyk             | Skilanglauf           | 2010 Vancouver 30 km klassisch Damen                      | 1    | –      | –      | 5      |
| Justyna Kowalczyk             | Skilanglauf           | 2010 Vancouver 15 km Skiathlon Damen                      | –    | –      | 1      | 5      |
| Justyna Kowalczyk             | Skilanglauf           | 2010 Vancouver Einzelsprint Damen                         | –    | –      | 1      | 5      |
| Justyna Kowalczyk             | Skilanglauf           | 2014 Sotschi 10 km klassisch Damen                        | 1    | –      | –      | 5      |
| Wojciech Kowalczyk            | Fußball               | 1992 Barcelona Herren                                     | –    | 1      | –      | 1      |
| Dariusz Kowaluk               | Leichtathletik        | 2020 Tokio 4 × 400 m Mixed                                | 1    | –      | –      | 1      |
| Władysław Kozakiewicz         | Leichtathletik        | 1980 Moskau Stabhochsprung Herren                         | 1    | –      | –      | 1      |
| Marian Kozicki                | Reiten                | 1980 Moskau Springreiten Mannschaft (auf „Bremen“)        | –    | 1      | –      | 1      |
| Lech Koziejowski              | Fechten               | 1972 München Florett Mannschaft Herren                    | 1    | –      | –      | 2      |
| Lech Koziejowski              | Fechten               | 1980 Moskau Florett Mannschaft Herren                     | –    | –      | 1      | 2      |
| Marek Koźmiński               | Fußball               | 1992 Barcelona Herren                                     | –    | 1      | –      | 1      |
| Jerzy Kraska                  | Fußball               | 1972 München Herren                                       | 1    | –      | –      | 1      |
| Jan Krenz-Mikołajczak         | Rudern                | 1932 Los Angeles Zweier ohne Steuermann Herren            | –    | –      | 1      | 1      |
| Adam Królikiewicz             | Reiten                | 1924 Paris Springreiten Einzel (auf „Picador“)            | –    | –      | 1      | 1      |
| Krystyna Krupa                | Volleyball            | 1964 Tokio Damen                                          | –    | –      | 1      | 2      |
| Krystyna Krupa                | Volleyball            | 1968 Mexiko-Stadt Damen                                   | –    | –      | 1      | 2      |
| Elżbieta Krzesińska           | Leichtathletik        | 1956 Melbourne Weitsprung Damen                           | 1    | –      | –      | 2      |
| Elżbieta Krzesińska           | Leichtathletik        | 1960 Rom Weitsprung Damen                                 | –    | 1      | –      | 2      |
| Adam Krzesiński               | Fechten               | 1992 Barcelona Florett Mannschaft Herren                  | –    | –      | 1      | 2      |
| Adam Krzesiński               | Fechten               | 1996 Atlanta Florett Mannschaft Herren                    | –    | 1      | –      | 2      |
| Zdzisław Krzyszkowiak         | Leichtathletik        | 1960 Rom 3000 m Hindernis Herren                          | 1    | –      | –      | 1      |
| Jedwiga Marko-Ksiazek         | Volleyball            | 1964 Tokio Damen                                          | –    | –      | 1      | 2      |
| Jedwiga Marko-Ksiazek         | Volleyball            | 1968 Mexiko-Stadt Damen                                   | –    | –      | 1      | 2      |
| Małgorzata Książkiewicz       | Schießen              | 1992 Barcelona Kleinkalibergewehr Damen                   | –    | –      | 1      | 1      |
| Dawid Kubacki                 | Skispringen           | 2018 Pyeongchang Mannschaft Herren                        | –    | –      | 1      | 2      |
| Dawid Kubacki                 | Skispringen           | 2022 Peking Normalschanze Herren                          | –    | –      | 1      | 2      |
| Ryszard Kubiak                | Rudern                | 1980 Moskau Vierer mit Steuermann Herren                  | –    | –      | 1      | 1      |
| Tomasz Kucharski              | Rudern                | 2000 Sydney Doppelzweier Leicht Herren                    | 1    | –      | –      | 2      |
| Tomasz Kucharski              | Rudern                | 2004 Athen Doppelzweier Leicht Herren                     | 1    | –      | –      | 2      |
| Zygfryd Kuchta                | Handball              | 1976 Montreal Herren                                      | –    | –      | 1      | 1      |
| Jerzy Kulej                   | Boxen                 | 1964 Tokio Halbweltergewicht Herren                       | 1    | –      | –      | 2      |
| Jerzy Kulej                   | Boxen                 | 1968 Mexiko-Stadt Halbweltergewicht Herren                | 1    | –      | –      | 2      |
| Seweryn Kulesza               | Reiten                | 1936 Berlin Military Mannschaft (auf „Tósca“)             | –    | 1      | –      | 1      |
| Bartosz Kurek                 | Volleyball            | 2024 Paris Herren                                         | –    | 1      | –      | 1      |
| Wojciech Kurpiewski           | Kanu                  | 1992 Barcelona Zweier-Kajak 500 m Herren                  | –    | 1      | –      | 1      |
| Janusz Kusociński             | Leichtathletik        | 1932 Los Angeles 10.000 m Herren                          | 1    | –      | –      | 1      |
| Marek Kuszewski               | Fechten               | 1956 Melbourne Säbel Mannschaft Herren                    | –    | 1      | –      | 2      |
| Marek Kuszewski               | Fechten               | 1960 Rom Säbel Mannschaft Herren                          | –    | 1      | –      | 2      |
| Mateusz Kusznierewicz         | Segeln                | 1996 Atlanta Finn Dinghy Herren                           | 1    | –      | –      | 2      |
| Mateusz Kusznierewicz         | Segeln                | 2004 Athen Finn Dinghy Herren                             | –    | –      | 1      | 2      |
| Maria Kwaśniewska             | Leichtathletik        | 1936 Berlin Speerwurf Damen                               | –    | –      | 1      | 1      |
| Czesław Kwieciński            | Ringen                | 1972 München Gr.-röm. Halbschwergewicht Herren            | –    | –      | 1      | 2      |
| Czesław Kwieciński            | Ringen                | 1976 Montreal Gr.-röm. Halbschwergewicht Herren           | –    | –      | 1      | 2      |
| L ↑↑                          |                       |                                                           |      |        |        |        |
| Czesław Lang                  | Radsport              | 1980 Moskau Straße Herren                                 | –    | 1      | –      | 1      |
| Józef Lange                   | Radsport              | 1924 Paris 4000 m Mannschaftsverfolgung                   | –    | 1      | –      | 1      |
| Lucyna Langer                 | Leichtathletik        | 1980 Moskau 100 m Hürden Damen                            | –    | –      | 1      | 1      |
| Tomasz Łapiński               | Fußball               | 1992 Barcelona Herren                                     | –    | 1      | –      | 1      |
| Maciej Łasicki                | Rudern                | 1992 Barcelona Vierer mit Steuermann Herren               | –    | –      | 1      | 1      |
| Lech Lasko                    | Volleyball            | 1976 Montreal Herren                                      | 1    | –      | –      | 1      |
| Kazimierz Laskowski           | Fechten               | 1928 Amsterdam Säbel Mannschaft Herren                    | –    | –      | 1      | 1      |
| Grzegorz Lato                 | Fußball               | 1972 München Herren                                       | 1    | –      | –      | 2      |
| Grzegorz Lato                 | Fußball               | 1976 Montreal Herren                                      | –    | 1      | –      | 2      |
| Jan Łazarski                  | Radsport              | 1924 Paris 4000 m Mannschaftsverfolgung                   | –    | 1      | –      | 1      |
| Marek Łbik                    | Kanu                  | 1988 Seoul Zweier-Canadier 500 m Herren                   | –    | 1      | –      | 2      |
| Marek Łbik                    | Kanu                  | 1988 Seoul Zweier-Canadier 1000 m Herren                  | –    | –      | 1      | 2      |
| Józefa Ledwig                 | Volleyball            | 1964 Tokio Damen                                          | –    | –      | 1      | 2      |
| Józefa Ledwig                 | Volleyball            | 1968 Mexiko-Stadt Damen                                   | –    | –      | 1      | 2      |
| Waldemar Legień               | Judo                  | 1988 Seoul Halbmittelgewicht Herren                       | 1    | –      | –      | 2      |
| Waldemar Legień               | Judo                  | 1992 Barcelona Mittelgewicht Herren                       | 1    | –      | –      | 2      |
| Wilfredo León                 | Volleyball            | 2024 Paris Herren                                         | –    | 1      | –      | 1      |
| Marek Leśniewski              | Radsport              | 1988 Seoul Mannschaftszeitfahren Herren                   | –    | 1      | –      | 1      |
| Joanna Leszczyńska            | Rudern                | 2016 Rio de Janeiro Doppelvierer Damen                    | –    | –      | 1      | 1      |
| Zenon Licznerski              | Leichtathletik        | 1980 Moskau 4 × 100 m Herren                              | –    | 1      | –      | 1      |
| Józef Lipień                  | Ringen                | 1980 Moskau Gr.-röm. Bantamgewicht                        | –    | 1      | –      | 1      |
| Kazimierz Lipień              | Ringen                | 1972 München Gr.-röm. Federgewicht Herren                 | –    | –      | 1      | 2      |
| Kazimierz Lipień              | Ringen                | 1976 Montreal Gr.-röm. Federgewicht Herren                | 1    | –      | –      | 2      |
| Andrzej Lis                   | Fechten               | 1980 Moskau Degen Mannschaft Herren                       | –    | 1      | –      | 1      |
| Lucjan Lis                    | Radsport              | 1972 München Mannschaftszeitfahren Herren                 | –    | 1      | –      | 1      |
| Adam Lisewski                 | Fechten               | 1968 Mexiko-Stadt Florett Mannschaft Herren               | –    | –      | 1      | 1      |
| Grzegorz Łomacz               | Volleyball            | 2024 Paris Herren                                         | –    | 1      | –      | 1      |
| Włodzimierz Lubański          | Fußball               | 1972 München Herren                                       | 1    | –      | –      | 1      |
| Leszek Lubicz-Nycz            | Fechten               | 1932 Los Angeles Säbel Mannschaft Herren                  | –    | –      | 1      | 1      |
| Zbigniew Lubiejewski          | Volleyball            | 1976 Montreal Herren                                      | 1    | –      | –      | 1      |
| M ↑↑                          |                       |                                                           |      |        |        |        |
| Natalia Madaj                 | Rudern                | 2016 Rio de Janeiro Doppelzweier Damen                    | 1    | –      | –      | 1      |
| Tomasz Majewski               | Leichtathletik        | 2008 Peking Kugelstoßen Herren                            | 1    | –      | –      | 2      |
| Tomasz Majewski               | Leichtathletik        | 2012 London Kugelstoßen Herren                            | 1    | –      | –      | 2      |
| Rafał Majka                   | Radsport              | 2016 Rio de Janeiro Straße Herren                         | –    | –      | 1      | 1      |
| Piotr Małachowski             | Leichtathletik        | 2008 Peking Diskuswurf Herren                             | –    | 1      | –      | 2      |
| Piotr Małachowski             | Leichtathletik        | 2016 Rio de Janeiro Diskuswurf Herren                     | –    | 1      | –      | 2      |
| Waldemar Malak                | Gewichtheben          | 1992 Barcelona 1. Schwergewicht Herren                    | –    | –      | 1      | 1      |
| Aleksander Małecki            | Fechten               | 1928 Amsterdam Säbel Mannschaft Herren                    | –    | –      | 1      | 1      |
| Bronisław Malinowski          | Leichtathletik        | 1976 Montreal 3000 m Hindernis Herren                     | –    | 1      | –      | 2      |
| Bronisław Malinowski          | Leichtathletik        | 1980 Moskau 3000 m Hindernis Herren                       | 1    | –      | –      | 2      |
| Adam Małysz                   | Skispringen           | 2002 Salt Lake City Skispringen Normalschanze             | –    | –      | 1      | 4      |
| Adam Małysz                   | Skispringen           | 2002 Salt Lake City Skispringen Großschanze               | –    | 1      | –      | 4      |
| Adam Małysz                   | Skispringen           | 2010 Vancouver Skispringen Großschanze                    | –    | 1      | –      | 4      |
| Adam Małysz                   | Skispringen           | 2010 Vancouver Skispringen Normalschanze                  | –    | 1      | –      | 4      |
| Wiesław Maniak                | Leichtathletik        | 1964 Tokio 4 × 100 m Herren                               | –    | 1      | –      | 1      |
| Piotr Markiewicz              | Kanu                  | 1996 Atlanta Einer-Kajak 500 m Herren                     | –    | –      | 1      | 1      |
| Joachim Marx                  | Fußball               | 1972 München Herren                                       | 1    | –      | –      | 1      |
| Zygmunt Maszczyk              | Fußball               | 1972 München Herren                                       | 1    | –      | –      | 2      |
| Zygmunt Maszczyk              | Fußball               | 1976 Montreal Herren                                      | –    | 1      | –      | 2      |
| Renata Mauer                  | Schießen              | 1996 Atlanta Luftgewehr Damen                             | 1    | –      | –      | 3      |
| Renata Mauer                  | Schießen              | 1996 Atlanta Kleinkaliber Dreistellung Damen              | –    | –      | 1      | 3      |
| Renata Mauer                  | Schießen              | 2000 Sydney Kleinkaliber Dreistellung Damen               | 1    | –      | –      | 3      |
| Jerzy Melcer                  | Handball              | 1976 Montreal Herren                                      | –    | –      | 1      | 1      |
| Przemysław Miarczyński        | Segeln                | 2012 London Windsurfen Herren                             | –    | –      | 1      | 1      |
| Monika Michalik               | Ringen                | 2016 Rio de Janeiro Mittelgewicht Damen                   | –    | –      | 1      | 1      |
| Tadeusz Michalik              | Ringen                | 2020 Tokio Gr.-röm. Schwergewicht Herren                  | –    | –      | 1      | 1      |
| Julia Michalska               | Rudern                | 2012 London Doppelzweier Damen                            | –    | –      | 1      | 1      |
| Grzegorz Mielcarski           | Fußball               | 1992 Barcelona Herren                                     | –    | 1      | –      | 1      |
| Beata Mikołajczyk             | Kanu                  | 2008 Peking Zweier-Kajak 500 m Damen                      | –    | 1      | –      | 3      |
| Beata Mikołajczyk             | Kanu                  | 2012 London Zweier-Kajak 500 m Damen                      | –    | –      | 1      | 3      |
| Beata Mikołajczyk             | Kanu                  | 2016 Rio de Janeiro Zweier-Kajak 500 m Frauen             | –    | –      | 1      | 3      |
| Aleksandra Mirosław           | Sportklettern         | 2024 Paris Speed Damen                                    | 1    | –      | –      | 1      |
| Tomasz Motyka                 | Fechten               | 2008 Peking Degen Mannschaft Herren                       | –    | 1      | –      | 1      |
| Piotr Mowlik                  | Fußball               | 1976 Montreal Herren                                      | –    | 1      | –      | 1      |
| Magdalena Mroczkiewicz        | Fechten               | 2000 Sydney Florett Mannschaft Damen                      | –    | 1      | –      | 1      |
| Tadeusz Mytnik                | Radsport              | 1976 Montreal Mannschaftszeitfahren Herren                | –    | 1      | –      | 1      |
| N ↑↑                          |                       |                                                           |      |        |        |        |
| Karolina Naja                 | Kanu                  | 2012 London Zweier-Kajak 500 m Damen                      | –    | –      | 1      | 4      |
| Karolina Naja                 | Kanu                  | 2016 Rio de Janeiro Zweier-Kajak 500 m Frauen             | –    | –      | 1      | 4      |
| Karolina Naja                 | Kanu                  | 2020 Tokio Zweier-Kajak 500 m Damen                       | –    | 1      | –      | 4      |
| Karolina Naja                 | Kanu                  | 2020 Tokio Vierer-Kajak 500 m Damen                       | –    | –      | 1      | 4      |
| Paweł Nastula                 | Judo                  | 1996 Atlanta Halbschwergewicht Herren                     | 1    | –      | –      | 1      |
| Konrad Niedźwiedzki           | Eisschnelllauf        | 2014 Sotschi Teamverfolgung Herren                        | –    | –      | 1      | 1      |
| Henryk Niedźwiedzki           | Boxen                 | 1956 Melbourne Federgewicht Herren                        | –    | –      | 1      | 1      |
| Henryk Nielaba                | Fechten               | 1968 Mexiko-Stadt Degen Mannschaft Herren                 | –    | –      | 1      | 1      |
| Barbara Niemczyk              | Volleyball            | 1964 Tokio Damen                                          | –    | –      | 1      | 2      |
| Barbara Niemczyk              | Volleyball            | 1968 Mexiko-Stadt Damen                                   | –    | –      | 1      | 2      |
| Zofia Noceti-Klepacka         | Segeln                | 2012 London Windsurfen Damen                              | –    | –      | 1      | 1      |
| Danuta Nowak-Stachow          | Turnen                | 1956 Melbourne Gruppenturnen Damen                        | –    | –      | 1      | 1      |
| Grzegorz Nowak                | Rudern                | 1980 Moskau Vierer mit Steuermann Herren                  | –    | –      | 1      | 1      |
| Mieczysław Nowak              | Gewichtheben          | 1964 Tokio Federgewicht Herren                            | –    | –      | 1      | 1      |
| Oktawia Nowacka               | Moderner Fünfkampf    | 2016 Rio de Janeiro Damen                                 | –    | –      | 1      | 1      |
| Joanna Nowicka                | Bogenschießen         | 1996 Atlanta Mannschaft Damen                             | –    | –      | 1      | 1      |
| Mieczysław Nowicki            | Radsport              | 1976 Montreal Mannschaftszeitfahren Herren                | –    | 1      | –      | 2      |
| Mieczysław Nowicki            | Radsport              | 1976 Montreal Straßenrennen Herren                        | –    | –      | 1      | 2      |
| Wojciech Nowicki              | Leichtathletik        | 2016 Rio de Janeiro Hammerwurf Herren                     | –    | –      | 1      | 2      |
| Wojciech Nowicki              | Leichtathletik        | 2020 Tokio Hammerwurf Herren                              | 1    | –      | –      | 2      |
| O ↑↑                          |                       |                                                           |      |        |        |        |
| Emil Ochyra                   | Fechten               | 1960 Rom Säbel Mannschaft Herren                          | –    | 1      | –      | 2      |
| Emil Ochyra                   | Fechten               | 1964 Tokio Säbel Mannschaft Herren                        | –    | –      | 1      | 2      |
| Jolanta Ogar                  | Segeln                | 2020 Tokio 470er Damen                                    | –    | 1      | –      | 1      |
| Roman Ogaza                   | Fußball               | 1976 Montreal Herren                                      | –    | 1      | –      | 1      |
| Artur Olech                   | Boxen                 | 1964 Tokio Fliegengewicht Herren                          | –    | 1      | –      | 2      |
| Artur Olech                   | Boxen                 | 1968 Mexiko-Stadt Fliegengewicht Herren                   | –    | 1      | –      | 2      |
| Janusz Olech                  | Fechten               | 1988 Seoul Säbel Einzel Herren                            | –    | 1      | –      | 1      |
| Arkadiusz Onyszko             | Fußball               | 1992 Barcelona Herren                                     | –    | 1      | –      | 1      |
| Jerzy Opara                   | Kanu                  | 1976 Montreal Zweier-Canadier 500 m Herren                | –    | 1      | –      | 1      |
| Bernard Ormanowski            | Rudern                | 1928 Amsterdam Vierer mit Steuermann Herren               | –    | –      | 1      | 1      |
| Marian Ostafiński             | Fußball               | 1972 München Herren                                       | 1    | –      | –      | 1      |
| Krystyna Ostromęcka           | Volleyball            | 1968 Mexiko-Stadt Damen                                   | –    | –      | 1      | 1      |
| Norbert Ozimek                | Gewichtheben          | 1968 Mexiko-Stadt Halbschwergewicht Herren                | –    | –      | 1      | 2      |
| Norbert Ozimek                | Gewichtheben          | 1972 München Leichtschwergewicht Herren                   | –    | 1      | –      | 2      |
| P ↑↑                          |                       |                                                           |      |        |        |        |
| Ireneusz Paliński             | Gewichtheben          | 1960 Rom Leichtschwergewicht Herren                       | 1    | –      | –      | 2      |
| Ireneusz Paliński             | Gewichtheben          | 1964 Tokio Halbschwergewicht Herren                       | –    | –      | 1      | 2      |
| Adam Papße                    | Fechten               | 1928 Amsterdam Säbel Mannschaft Herren                    | –    | –      | 1      | 2      |
| Adam Papße                    | Fechten               | 1932 Los Angeles Säbel Mannschaft Herren                  | –    | –      | 1      | 2      |
| Artur Partyka                 | Leichtathletik        | 1992 Barcelona Hochsprung Herren                          | –    | –      | 1      | 2      |
| Artur Partyka                 | Leichtathletik        | 1996 Atlanta Hochsprung Herren                            | –    | 1      | –      | 2      |
| Ryszard Parulski              | Fechten               | 1964 Tokio Florett Mannschaft Herren                      | –    | 1      | –      | 2      |
| Ryszard Parulski              | Fechten               | 1968 Mexiko-Stadt Florett Mannschaft Herren               | –    | –      | 1      | 2      |
| Aneta Pastuszka-Konieczna     | Kanu                  | 2000 Sydney Zweier-Kajak 500 m Damen                      | –    | –      | 1      | 3      |
| Aneta Pastuszka-Konieczna     | Kanu                  | 2004 Athen Zweier-Kajak 500 m Damen                       | –    | –      | 1      | 3      |
| Aneta Pastuszka-Konieczna     | Kanu                  | 2008 Peking Zweier-Kajak 500 m Damen                      | –    | 1      | –      | 3      |
| Bartłomiej Pawełczak          | Rudern                | 2008 Peking Leichtgewichtsvierer Herren                   | –    | 1      | –      | 1      |
| Zygmunt Pawlas                | Fechten               | 1956 Melbourne Säbel Mannschaft Herren                    | –    | 1      | –      | 1      |
| Janusz Pawłowski              | Judo                  | 1980 Moskau Halbleichtgewicht Herren                      | –    | –      | 1      | 2      |
| Janusz Pawłowski              | Judo                  | 1988 Seoul Halbleichtgewicht Herren                       | –    | 1      | –      | 2      |
| Jerzy Pawłowski               | Fechten               | 1956 Melbourne Säbel Einzel Herren                        | –    | 1      | –      | 5      |
| Jerzy Pawłowski               | Fechten               | 1956 Melbourne Säbel Mannschaft Herren                    | –    | 1      | –      | 5      |
| Jerzy Pawłowski               | Fechten               | 1960 Rom Säbel Mannschaft Herren                          | –    | 1      | –      | 5      |
| Jerzy Pawłowski               | Fechten               | 1964 Tokio Säbel Mannschaft Herren                        | –    | –      | 1      | 5      |
| Jerzy Pawłowski               | Fechten               | 1968 Mexiko-Stadt Säbel Einzel Herren                     | 1    | –      | –      | 5      |
| Łukasz Pawłowski              | Rudern                | 2008 Peking Leichtgewichtsvierer Herren                   | –    | 1      | –      | 1      |
| Kazimierz Paździor            | Boxen                 | 1960 Rom Leichtgewicht Herren                             | 1    | –      | –      | 1      |
| Henryk Petrich                | Boxen                 | 1988 Seoul Halbschwergewicht Herren                       | –    | –      | 1      | 1      |
| Andrzej Piątkowski            | Fechten               | 1956 Melbourne Säbel Mannschaft Herren                    | –    | 1      | –      | 3      |
| Andrzej Piątkowski            | Fechten               | 1960 Rom Säbel Mannschaft Herren                          | –    | 1      | –      | 3      |
| Andrzej Piątkowski            | Fechten               | 1964 Tokio Säbel Mannschaft Herren                        | –    | –      | 1      | 3      |
| Jerzy Pietrzyk                | Leichtathletik        | 1976 Montreal 4 × 400 m Herren                            | –    | 1      | –      | 1      |
| Zbigniew Pietrzykowski        | Boxen                 | 1956 Melbourne Halbmittelgewicht Herren                   | –    | –      | 1      | 3      |
| Zbigniew Pietrzykowski        | Boxen                 | 1960 Rom Halbschwergewicht Herren                         | –    | 1      | –      | 3      |
| Zbigniew Pietrzykowski        | Boxen                 | 1964 Tokio Halbschwergewicht Herren                       | –    | –      | 1      | 3      |
| Daria Pikulik                 | Radsport              | 2024 Paris Omnium Damen                                   | –    | 1      | –      | 1      |
| Helena Pilejczyk              | Eisschnelllauf        | 1960 Squaw Valley 1500 m Damen                            | –    | –      | 1      | 1      |
| Rafał Piszcz                  | Kanu                  | 1972 München Zweier-Kajak 1000 m Herren                   | –    | –      | 1      | 1      |
| Ryszard Podlas                | Leichtathletik        | 1976 Montreal 4 × 400 m Herren                            | –    | 1      | –      | 1      |
| Ryszard Przybysz              | Handball              | 1976 Montreal Herren                                      | –    | –      | 1      | 1      |
| Anna Puławska                 | Kanu                  | 2020 Tokio Zweier-Kajak 500 m Damen                       | –    | 1      | –      | 2      |
| Anna Puławska                 | Kanu                  | 2020 Tokio Vierer-Kajak 500 m Damen                       | –    | –      | 1      | 2      |
| Janusz Pyciak-Peciak          | Moderner Fünfkampf    | 1976 Montreal Einzel Herren                               | 1    | –      | –      | 1      |
| Q ↑↑                          |                       |                                                           |      |        |        |        |
| R ↑↑                          |                       |                                                           |      |        |        |        |
| Helena Rakoczy                | Turnen                | 1956 Melbourne Gruppenturnen Damen                        | –    | –      | 1      | 1      |
| Paweł Rańda                   | Rudern                | 2008 Peking Leichtgewichtsvierer Herren                   | –    | 1      | –      | 1      |
| Halina Richter                | Leichtathletik        | 1960 Rom 4 × 100 m Damen                                  | –    | –      | 1      | 2      |
| Halina Richter                | Leichtathletik        | 1964 Tokio 4 × 100 m Damen                                | 1    | –      | –      | 2      |
| Adam Robak                    | Fechten               | 1980 Moskau Florett Mannschaft Herren                     | –    | –      | 1      | 1      |
| Jarosław Rodzewicz            | Fechten               | 1996 Atlanta Florett Mannschaft Herren                    | –    | 1      | –      | 1      |
| Anna Rogowska                 | Leichtathletik        | 2004 Athen Stabhochsprung Damen                           | –    | –      | 1      | 1      |
| Karol Rómmel                  | Reiten                | 1928 Amsterdam Military Mannschaft (auf „Doneuse“)        | –    | –      | 1      | 1      |
| Henryk Leliwa-Roycewicz       | Reiten                | 1936 Berlin Military Mannschaft (auf „Arlekin III“)       | –    | 1      | –      | 1      |
| Henryk Rozmiarek              | Handball              | 1976 Montreal Herren                                      | –    | –      | 1      | 1      |
| Janusz Różycki                | Fechten               | 1964 Tokio Florett Mannschaft Herren                      | –    | 1      | –      | 1      |
| Wiesław Rudkowski             | Boxen                 | 1972 München Halbmittelgewicht Herren                     | –    | 1      | –      | 1      |
| Wojciech Rudy                 | Fußball               | 1976 Montreal Herren                                      | –    | 1      | –      | 1      |
| Tadeusz Rut                   | Leichtathletik        | 1960 Rom Hammerwurf Herren                                | –    | –      | 1      | 1      |
| Jadwiga Rutkowska             | Volleyball            | 1964 Tokio Damen                                          | –    | –      | 1      | 1      |
| Tadeusz Rutkowski             | Gewichtheben          | 1976 Montreal Schwergewicht Herren                        | –    | –      | 1      | 2      |
| Tadeusz Rutkowski             | Gewichtheben          | 1980 Moskau Superschwergewicht Herren                     | –    | –      | 1      | 2      |
| Anna Rybicka                  | Fechten               | 2000 Sydney Florett Mannschaft Damen                      | –    | 1      | –      | 1      |
| Jerzy Rybicki                 | Boxen                 | 1976 Montreal Halbmittelgewicht Herren                    | 1    | –      | –      | 2      |
| Jerzy Rybicki                 | Boxen                 | 1980 Moskau Mittelgewicht Herren                          | –    | –      | 1      | 2      |
| Mirosław Rzepkowski           | Schießen              | 1996 Atlanta Skeet Herren                                 | –    | 1      | –      | 1      |
| S ↑↑                          |                       |                                                           |      |        |        |        |
| Wlodzimierz Sadalski          | Volleyball            | 1976 Montreal Herren                                      | 1    | –      | –      | 1      |
| Maria Sajdak                  | Rudern                | 2020 Tokio Doppelvierer Damen                             | –    | 1      | –      | 1      |
| Władysław Segda               | Fechten               | 1928 Amsterdam Säbel Mannschaft Herren                    | –    | –      | 1      | 2      |
| Władysław Segda               | Fechten               | 1932 Los Angeles Säbel Mannschaft Herren                  | –    | –      | 1      | 2      |
| Adam Sandurski                | Ringen                | 1980 Moskau Freistil Superschwergewicht Herren            | –    | –      | 1      | 1      |
| Kamil Semeniuk                | Volleyball            | 2024 Paris Herren                                         | –    | 1      | –      | 1      |
| Elwira Seroczyńska            | Eisschnelllauf        | 1960 Squaw Valley 1500 m Damen                            | –    | 1      | –      | 1      |
| Adam Seroczyński              | Kanu                  | 2000 Sydney Vierer-Kajak Herren                           | –    | –      | 1      | 1      |
| Marek Seweryn                 | Gewichtheben          | 1980 Moskau Federgewicht Herren                           | –    | –      | 1      | 1      |
| Janusz Sidło                  | Leichtathletik        | 1956 Melbourne Speerwurf Herren                           | –    | 1      | –      | 1      |
| Krzysztof Siemion             | Gewichtheben          | 1992 Barcelona Leichtschwergewicht Herren                 | –    | 1      | –      | 1      |
| Cezary Siess                  | Fechten               | 1992 Barcelona Florett Mannschaft Herren                  | –    | –      | 1      | 1      |
| Tomasz Sikora                 | Biathlon              | 2006 Turin 15 km Massenstart Herren                       | –    | 1      | –      | 1      |
| Kamila Skolimowska            | Leichtathletik        | 2000 Sydney Hammerwurf Damen                              | 1    | –      | –      | 1      |
| Jerzy Skolimowski             | Rudern                | 1932 Los Angeles Zweier mit Steuermann Herren             | –    | 1      | –      | 2      |
| Jerzy Skolimowski             | Rudern                | 1932 Los Angeles Vierer mit Steuermann Herren             | –    | –      | 1      | 2      |
| Edward Skorek                 | Volleyball            | 1976 Montreal Herren                                      | 1    | –      | –      | 1      |
| Zbigniew Skrudlik             | Fechten               | 1964 Tokio Florett Mannschaft Herren                      | –    | 1      | –      | 2      |
| Zbigniew Skrudlik             | Fechten               | 1968 Mexiko-Stadt Florett Mannschaft Herren               | –    | –      | 1      | 2      |
| Pawel Skrzecz                 | Boxen                 | 1980 Moskau Halbschwergewicht Herren                      | –    | 1      | –      | 1      |
| Andrzej Skrzydlewski          | Ringen                | 1976 Montreal Gr.-röm. Schwergewicht Herren               | –    | –      | 1      | 1      |
| Arkadiusz Skrzypaszek         | Moderner Fünfkampf    | 1992 Barcelona Einzel Herren                              | 1    | –      | –      | 2      |
| Arkadiusz Skrzypaszek         | Moderner Fünfkampf    | 1992 Barcelona Mannschaft Herren                          | 1    | –      | –      | 2      |
| Hubert Skrzypczak             | Boxen                 | 1968 Mexiko-Stadt Halbfliegengewicht Herren               | –    | –      | 1      | 1      |
| Agnieszka Skrzypulec          | Segeln                | 2020 Tokio 470er Damen                                    | –    | 1      | –      | 1      |
| Janusz Ślązak                 | Rudern                | 1932 Los Angeles Zweier mit Steuermann Herren             | –    | 1      | –      | 2      |
| Janusz Ślązak                 | Rudern                | 1932 Los Angeles Vierer mit Steuermann Herren             | –    | –      | 1      | 2      |
| Aleksander Śliwka             | Volleyball            | 2024 Paris Herren                                         | –    | 1      | –      | 1      |
| Maria Sliwka                  | Volleyball            | 1964 Tokio Damen                                          | –    | –      | 1      | 1      |
| Barbara Ślizowska             | Turnen                | 1956 Melbourne Gruppenturnen Damen                        | –    | –      | 1      | 1      |
| Tadeusz Ślusarski             | Leichtathletik        | 1976 Montreal Stabhochsprung Herren                       | 1    | –      | –      | 2      |
| Tadeusz Ślusarski             | Leichtathletik        | 1980 Moskau Stabhochsprung Herren                         | –    | 1      | –      | 2      |
| Zygmunt Smalcerz              | Gewichtheben          | 1972 München Fliegengewicht Herren                        | 1    | –      | –      | 1      |
| Adam Smelczyński              | Schießen              | 1956 Melbourne Trap Herren                                | –    | 1      | –      | 1      |
| Ryszard Sobczak               | Fechten               | 1992 Barcelona Florett Mannschaft Herren                  | –    | –      | 1      | 2      |
| Ryszard Sobczak               | Fechten               | 1996 Atlanta Florett Mannschaft Herren                    | –    | 1      | –      | 2      |
| Beata Sokołowska              | Kanu                  | 2000 Sydney Zweier-Kajak 500 m Damen                      | –    | –      | 1      | 2      |
| Beata Sokołowska              | Kanu                  | 2004 Athen Zweier-Kajak 500 m Damen                       | –    | –      | 1      | 2      |
| Andrzej Sokołowski            | Handball              | 1976 Montreal Herren                                      | –    | –      | 1      | 1      |
| Maria Springwald              | Rudern                | 2016 Rio de Janeiro Doppelvierer Damen                    | –    | –      | 1      | 1      |
| Ryszard Stadniuk              | Rudern                | 1980 Moskau Vierer mit Steuermann Herren                  | –    | –      | 1      | 1      |
| Ryszard Staniek               | Fußball               | 1992 Barcelona Herren                                     | –    | 1      | –      | 1      |
| Michał Staniszewski           | Kanu                  | 2000 Sydney Zweier-Canadier Kanuslalom Herren             | –    | 1      | –      | 1      |
| Tomasz Stankiewicz            | Radsport              | 1924 Paris 4000 m Mannschaftsverfolgung                   | –    | 1      | –      | 1      |
| Władysław Stecyk              | Ringen                | 1980 Moskau Fliegengewicht Herren                         | –    | 1      | –      | 1      |
| Wlodzimierz Stefanski         | Volleyball            | 1976 Montreal Herren                                      | 1    | –      | –      | 1      |
| Grzegorz Stellak              | Rudern                | 1980 Moskau Vierer mit Steuermann Herren                  | –    | –      | 1      | 1      |
| Piotr Stępień                 | Ringen                | 1992 Barcelona Gr.-röm. Mittelgewicht                     | –    | 1      | –      | 1      |
| Kamil Stoch                   | Ski Nordisch          | 2014 Sotschi Skispringen Normalschanze Herren             | 1    | –      | –      | 4      |
| Kamil Stoch                   | Ski Nordisch          | 2014 Sotschi Skispringen Großschanze Herren               | 1    | –      | –      | 4      |
| Kamil Stoch                   | Ski Nordisch          | 2018 Pyeongchang Skispringen Großschanze Herren           | 1    | –      | –      | 4      |
| Kamil Stoch                   | Ski Nordisch          | 2018 Pyeongchang Skispringen Mannschaft Herren            | –    | –      | 1      | 4      |
| Jacek Streich                 | Rudern                | 1992 Barcelona Vierer mit Steuermann Herren               | –    | –      | 1      | 1      |
| Mariusz Strzałka              | Fechten               | 1980 Moskau Degen Mannschaft Herren                       | –    | 1      | –      | 1      |
| Andrzej Supron                | Ringen                | 1980 Moskau Gr.-röm. Leichtgewicht                        | –    | 1      | –      | 1      |
| Marian Suski                  | Fechten               | 1932 Los Angeles Säbel Mannschaft Herren                  | –    | –      | 1      | 1      |
| Martyna Swatowska-Wenglarczyk | Fechten               | 2024 Paris Degen Mannschaft Damen                         | –    | –      | 1      | 1      |
| Iga Świątek                   | Tennis                | 2024 Paris Einzel Damen                                   | –    | –      | 1      | 1      |
| Piotr Świerczewski            | Fußball               | 1992 Barcelona Herren                                     | –    | 1      | –      | 1      |
| Justyna Święty-Ersetic        | Leichtathletik        | 2020 Tokio 4 × 400 m Damen                                | –    | 1      | –      | 2      |
| Justyna Święty-Ersetic        | Leichtathletik        | 2020 Tokio 4 × 400 m Mixed                                | 1    | –      | –      | 2      |
| Leszek Swornowski             | Fechten               | 1980 Moskau Degen Mannschaft Herren                       | –    | 1      | –      | 1      |
| Robert Sycz                   | Rudern                | 2000 Sydney Doppelzweier Leicht Herren                    | 1    | –      | –      | 2      |
| Robert Sycz                   | Rudern                | 2004 Athen Doppelzweier Leicht Herren                     | 1    | –      | –      | 2      |
| Marian Sypniewski             | Fechten               | 1980 Moskau Florett Mannschaft Herren                     | –    | –      | 1      | 2      |
| Marian Sypniewski             | Fechten               | 1992 Barcelona Florett Mannschaft Herren                  | –    | –      | 1      | 2      |
| Andrzej Sypytkowski           | Radsport              | 1988 Seoul Mannschaftszeitfahren Herren                   | –    | 1      | –      | 1      |
| Andrzej Szarmach              | Fußball               | 1976 Montreal Herren                                      | –    | 1      | –      | 1      |
| Aneta Szczepańska             | Judo                  | 1996 Atlanta Mittelgewicht Damen                          | –    | 1      | –      | 1      |
| Jan Szczepański               | Boxen                 | 1972 München Leichtgewicht Herren                         | 1    | –      | –      | 1      |
| Kazimierz Szczerba            | Boxen                 | 1976 Montreal Halbweltergewicht Herren                    | –    | –      | 1      | 2      |
| Kazimierz Szczerba            | Boxen                 | 1980 Moskau Weltergewicht Herren                          | –    | –      | 1      | 2      |
| Lidia Szczerbińska            | Turnen                | 1956 Melbourne Gruppenturnen Damen                        | –    | –      | 1      | 1      |
| Zofia Szcześniewska           | Volleyball            | 1964 Tokio Damen                                          | –    | –      | 1      | 2      |
| Zofia Szcześniewska           | Volleyball            | 1968 Mexiko-Stadt Damen                                   | –    | –      | 1      | 2      |
| Marian Szeja                  | Fußball               | 1972 München Herren                                       | 1    | –      | –      | 1      |
| Julia Szeremeta               | Boxen                 | 2024 Paris Federgewicht Damen                             | –    | 1      | –      | 1      |
| Józef Szmidt                  | Leichtathletik        | 1960 Rom Dreisprung Herren                                | 1    | –      | –      | 2      |
| Józef Szmidt                  | Leichtathletik        | 1964 Tokio Dreisprung Herren                              | 1    | –      | –      | 2      |
| Zygfryd Szołtysik             | Fußball               | 1972 München Herren                                       | 1    | –      | –      | 1      |
| Kazimierz Szosland            | Reiten                | 1928 Amsterdam Springreiten Mannschaft (auf „Ali“)        | –    | 1      | –      | 1      |
| Stanisław Szozda              | Radsport              | 1972 München MannschaftszeitfahrenHerren                  | –    | 1      | –      | 2      |
| Stanisław Szozda              | Radsport              | 1976 Montreal Mannschaftszeitfahren Herren                | –    | 1      | –      | 2      |
| Rafal Szukala                 | Schwimmen             | 1992 Barcelona 100 m Schmetterling Herren                 | –    | 1      | –      | 1      |
| Ryszard Szurkowski            | Radsport              | 1972 München Mannschaftszeitfahren Herren                 | –    | 1      | –      | 2      |
| Ryszard Szurkowski            | Radsport              | 1976 Montreal Mannschaftszeitfahren Herren                | –    | 1      | –      | 2      |
| Władysław Szuszkiewicz        | Kanu                  | 1972 München Zweier-Kajak 1000 m Herren                   | –    | –      | 1      | 1      |
| Irena Szydłowska              | Bogenschießen         | 1972 München Einzel Damen                                 | –    | 1      | –      | 1      |
| Antoni Szymanowski            | Fußball               | 1972 München Herren                                       | 1    | –      | –      | 2      |
| Antoni Szymanowski            | Fußball               | 1976 Montreal Herren                                      | –    | 1      | –      | 2      |
| Jan Szymański                 | Eisschnelllauf        | 2014 Sotschi Teamverfolgung Herren                        | –    | –      | 1      | 1      |
| Andrzej Szymczak              | Handball              | 1976 Montreal Herren                                      | –    | –      | 1      | 1      |
| Ryszard Szymczak              | Fußball               | 1972 München Herren                                       | 1    | –      | –      | 1      |
| Franciszek Szymczyk           | Radsport              | 1924 Paris 4000 m Mannschaftsverfolgung                   | –    | 1      | –      | 1      |
| T ↑↑                          |                       |                                                           |      |        |        |        |
| Marian Tałaj                  | Judo                  | 1976 Montreal Halbmittelgewicht Herren                    | –    | –      | 1      | 1      |
| Dawid Tomala                  | Leichtathletik        | 2020 Tokio 50 km Gehen Herren                             | 1    | –      | –      | 1      |
| Adam Tomasiak                 | Rudern                | 1980 Moskau Vierer mit Steuermann Herren                  | –    | –      | 1      | 1      |
| Tomasz Tomiak                 | Rudern                | 1992 Barcelona Vierer mit Steuermann Herren               | –    | –      | 1      | 1      |
| Józef Tracz                   | Ringen                | 1988 Seoul Gr.-röm. Weltergewicht                         | –    | –      | 1      | 3      |
| Józef Tracz                   | Ringen                | 1992 Barcelona Gr.-röm. Weltergewicht                     | –    | 1      | –      | 3      |
| Józef Tracz                   | Ringen                | 1996 Atlanta Gr.-röm. Weltergewicht                       | –    | –      | 1      | 3      |
| Henryk Trębicki               | Gewichtheben          | 1968 Mexiko-Stadt Bantamgewicht Herren                    | –    | 1      | –      | 1      |
| Józef Trenkwald               | Reiten                | 1928 Amsterdam Military Mannschaft (auf „Lwi Pazur“)      | –    | –      | 1      | 1      |
| Tadeusz Trojanowski           | Ringen                | 1960 Rom Freistil Bantamgewicht Herren                    | –    | –      | 1      | 1      |
| Jan Tomaszewski               | Fußball               | 1976 Montreal Herren                                      | –    | 1      | –      | 1      |
| U ↑↑                          |                       |                                                           |      |        |        |        |
| Stanisław Urban               | Rudern                | 1932 Los Angeles Vierer mit Steuermann Herren             | –    | –      | 1      | 1      |
| Jerzy Ustupski                | Rudern                | 1936 Berlin Doppelzweier Herren                           | –    | –      | 1      | 1      |
| V ↑↑                          |                       |                                                           |      |        |        |        |
| Roger Verey                   | Rudern                | 1936 Berlin Doppelzweier Herren                           | –    | –      | 1      | 1      |
| W ↑↑                          |                       |                                                           |      |        |        |        |
| Jadwiga Wajs                  | Leichtathletik        | 1932 Los Angeles Diskuswurf Damen                         | –    | –      | 1      | 2      |
| Jadwiga Wajs                  | Leichtathletik        | 1936 Berlin Diskuswurf Damen                              | –    | 1      | –      | 2      |
| Tadeusz Walasek               | Boxen                 | 1960 Rom Mittelgewicht Herren                             | –    | 1      | –      | 2      |
| Tadeusz Walasek               | Boxen                 | 1964 Tokio Mittelgewicht Herren                           | –    | –      | 1      | 2      |
| Stanisława Walasiewicz        | Leichtathletik        | 1932 Los Angeles 100 m Damen                              | 1    | –      | –      | 2      |
| Stanisława Walasiewicz        | Leichtathletik        | 1936 Berlin 100 m Damen                                   | –    | 1      | –      | 2      |
| Marta Walczykiewicz           | Kanusport             | 2016 Rio de Janeiro Einer-Kajak 200 m Frauen              | –    | 1      | –      | 1      |
| Tomasz Wałdoch                | Fußball               | 1992 Barcelona Herren                                     | –    | 1      | –      | 1      |
| Mirosław Waligóra             | Fußball               | 1992 Barcelona Herren                                     | –    | 1      | –      | 1      |
| Daniela Walkowiak             | Kanu                  | 1960 Rom Einer-Kajak 500 m Damen                          | –    | –      | 1      | 1      |
| Konrad Wasielewski            | Rudern                | 2008 Peking Doppelvierer Herren                           | 1    | –      | –      | 1      |
| Henryk Wawrowski              | Fußball               | 1976 Montreal Herren                                      | –    | 1      | –      | 1      |
| Jan Werner                    | Leichtathletik        | 1976 Montreal 4 × 400 m Herren                            | –    | 1      | –      | 1      |
| Wanda Wiecha                  | Volleyball            | 1968 Mexiko-Stadt Damen                                   | –    | –      | 1      | 1      |
| Henryk Wieczorek              | Fußball               | 1976 Montreal Herren                                      | –    | 1      | –      | 1      |
| Teresa Wieczorek              | Leichtathletik        | 1960 Rom 4 × 100 m Damen                                  | –    | –      | 1      | 3      |
| Teresa Wieczorek              | Leichtathletik        | 1964 Tokio 4 × 100 m Damen                                | 1    | –      | –      | 3      |
| Teresa Wieczorek              | Leichtathletik        | 1964 Tokio 80 m Hürden Damen                              | –    | 1      | –      | 3      |
| Marta Wieliczko               | Rudern                | 2020 Tokio Doppelvierer Damen                             | –    | 1      | –      | 1      |
| Adam Wiercioch                | Fechten               | 2008 Peking Degen Mannschaft Herren                       | –    | 1      | –      | 1      |
| Agnieszka Wieszczek           | Ringen                | 2008 Peking Schwergewicht Damen                           | –    | –      | 1      | 1      |
| Tomasz Wieszczycki            | Fußball               | 1992 Barcelona Herren                                     | –    | 1      | –      | 1      |
| Helena Wiśniewska             | Kanu                  | 2020 Tokio Vierer-Kajak 500 m Damen                       | –    | –      | 1      | 1      |
| Marek Witkowski               | Kanu                  | 2000 Sydney Vierer-Kajak Herren                           | –    | –      | 1      | 1      |
| Anita Włodarczyk              | Leichtathletik        | 2012 London Hammerwurf Damen                              | 1    | –      | –      | 3      |
| Anita Włodarczyk              | Leichtathletik        | 2016 Rio de Janeiro Hammerwurf Damen                      | 1    | –      | –      | 3      |
| Anita Włodarczyk              | Leichtathletik        | 2020 Tokio Hammerwurf Damen                               | 1    | –      | –      | 3      |
| Maja Włoszczowska             | Radsport              | 2008 Peking Mountainbike Damen                            | –    | 1      | –      | 2      |
| Maja Włoszczowska             | Radsport              | 2016 Rio de Janeiro Mountainbike Damen                    | –    | 1      | –      | 2      |
| Mieczysław Wojczak            | Handball              | 1976 Montreal Herren                                      | –    | –      | 1      | 1      |
| Witold Woyda                  | Fechten               | 1964 Tokio Florett Mannschaft Herren                      | –    | 1      | –      | 4      |
| Witold Woyda                  | Fechten               | 1968 Mexiko-Stadt Florett Mannschaft Herren               | –    | –      | 1      | 4      |
| Witold Woyda                  | Fechten               | 1972 München Florett Mannschaft Herren                    | 1    | –      | –      | 4      |
| Witold Woyda                  | Fechten               | 1972 München Florett Einzel Herren                        | 1    | –      | –      | 4      |
| Artur Wojdat                  | Schwimmen             | 1988 Seoul 400 m Freistil Herren                          | –    | –      | 1      | 1      |
| Tomasz Wójtowicz              | Volleyball            | 1976 Montreal Herren                                      | 1    | –      | –      | 1      |
| Sergiusz Wołczaniecki         | Gewichtheben          | 1992 Barcelona Mittelschwergewicht Herren                 | –    | –      | 1      | 1      |
| Barbara Wolnicka              | Fechten               | 2000 Sydney Florett Mannschaft Damen                      | –    | 1      | –      | 1      |
| Ryszard Wolny                 | Ringen                | 1996 Atlanta Gr.-röm. Leichtgewicht                       | 1    | –      | –      | 1      |
| Marian Woronin                | Leichtathletik        | 1980 Moskau 4 × 100 m Herren                              | –    | 1      | –      | 1      |
| Katarzyna Woźniak             | Eisschnelllauf        | 2010 Vancouver Teamverfolgung Damen                       | –    | –      | 1      | 2      |
| Katarzyna Woźniak             | Eisschnelllauf        | 2014 Sotschi Teamverfolgung Damen                         | –    | 1      | –      | 2      |
| Agata Wróbel                  | Gewichtheben          | 2000 Sydney Superschwergewicht Damen                      | –    | 1      | –      | 2      |
| Agata Wróbel                  | Gewichtheben          | 2004 Athen Superschwergewicht Damen                       | –    | –      | 1      | 2      |
| Andrzej Wroński               | Ringen                | 1988 Seoul Gr.-röm. Schwergewicht                         | 1    | –      | –      | 2      |
| Andrzej Wroński               | Ringen                | 1996 Atlanta Gr.-röm. Schwergewicht                       | 1    | –      | –      | 2      |
| Jacek Wszoła                  | Leichtathletik        | 1976 Montreal Hochsprung Herren                           | 1    | –      | –      | 2      |
| Jacek Wszoła                  | Leichtathletik        | 1980 Moskau Hochsprung Herren                             | –    | 1      | –      | 2      |
| Barbara Wysoczańska           | Fechten               | 1980 Moskau Florett Einzel Damen                          | –    | –      | 1      | 1      |
| X ↑↑                          |                       |                                                           |      |        |        |        |
| Y ↑↑                          |                       |                                                           |      |        |        |        |
| Z ↑↑                          |                       |                                                           |      |        |        |        |
| Jerzy Zabielski               | Fechten               | 1928 Amsterdam Säbel Mannschaft Herren                    | –    | –      | 1      | 1      |
| Wojciech Zabłocki             | Fechten               | 1956 Melbourne Säbel Mannschaft Herren                    | –    | 1      | –      | 3      |
| Wojciech Zabłocki             | Fechten               | 1960 Rom Säbel Mannschaft Herren                          | –    | 1      | –      | 3      |
| Wojciech Zabłocki             | Fechten               | 1964 Tokio Säbel Mannschaft Herren                        | –    | –      | 1      | 3      |
| Antoni Zajkowski              | Judo                  | 1972 München Halbmittel Herren                            | –    | 1      | –      | 1      |
| Karol Zalewski                | Leichtathletik        | 2020 Tokio 4 × 400 m Mixed                                | 1    | –      | –      | 1      |
| Józef Zapędzki                | Schießen              | 1968 Mexiko-Stadt Schnellfeuerpistole Herren              | 1    | –      | –      | 2      |
| Józef Zapędzki                | Schießen              | 1972 München Schnellfeuerpistole Herren                   | 1    | –      | –      | 2      |
| Janusz Zarenkiewicz           | Boxen                 | 1988 Seoul Superschwergewicht Herren                      | –    | –      | 1      | 1      |
| Zbigniew Zarzycki             | Volleyball            | 1976 Montreal Herren                                      | 1    | –      | –      | 1      |
| Paweł Zatorski                | Volleyball            | 2024 Paris Herren                                         | –    | 1      | –      | 1      |
| Sławomir Zawada               | Gewichtheben          | 1988 Seoul Mittelschwergewicht Herren                     | –    | –      | 1      | 1      |
| Włodzimierz Zawadzki          | Ringen                | 1996 Atlanta Gr.-röm. Federgewicht                        | 1    | –      | –      | 1      |
| Radosław Zawrotniak           | Fechten               | 2008 Peking Degen Mannschaft Herren                       | –    | 1      | –      | 1      |
| Adrian Zieliński              | Gewichtheben          | 2012 London Halbschwergewicht Herren                      | 1    | –      | –      | 1      |
| Andrzej Zieliński             | Leichtathletik        | 1964 Tokio 4 × 100 m Herren                               | –    | 1      | –      | 1      |
| Marian Zieliński              | Gewichtheben          | 1956 Melbourne Federgewicht Herren                        | –    | –      | 1      | 3      |
| Marian Zieliński              | Gewichtheben          | 1964 Tokio Leichtgewicht Herren                           | –    | –      | 1      | 3      |
| Marian Zieliński              | Gewichtheben          | 1968 Mexiko-Stadt Leichtgewicht Herren                    | –    | –      | 1      | 3      |
| Tomasz Zieliński              | Gewichtheben          | 2012 London Mittelschwergewicht Herren                    | –    | –      | 1      | 1      |
| Włodzimierz Zieliński         | Handball              | 1976 Montreal Herren                                      | –    | –      | 1      | 1      |
| Władysław Zieliński           | Kanu                  | 1960 Rom Zweier-Kajak 1000 m Herren                       | –    | –      | 1      | 1      |
| Mirosław Ziętarski            | Rudern                | 2024 Paris Doppelvierer Herren                            | –    | –      | 1      | 1      |
| Katarzyna Zillmann            | Rudern                | 2020 Tokio Doppelvierer Damen                             | –    | 1      | –      | 1      |
| Kazimierz Zimny               | Leichtathletik        | 1960 Rom 5000 m Herren                                    | –    | –      | 1      | 1      |
| Szymon Ziółkowski             | Leichtathletik        | 2000 Sydney Hammerwurf Herren                             | 1    | –      | –      | 1      |
| Luiza Złotkowska              | Eisschnelllauf        | 2010 Vancouver Teamverfolgung Damen                       | –    | –      | 1      | 2      |
| Luiza Złotkowska              | Eisschnelllauf        | 2014 Sotschi Teamverfolgung Damen                         | –    | 1      | –      | 2      |
| Władysław Żmuda               | Fußball               | 1976 Montreal Herren                                      | –    | 1      | –      | 1      |
| Ryszard Zub                   | Fechten               | 1956 Melbourne Säbel Mannschaft Herren                    | –    | 1      | –      | 3      |
| Ryszard Zub                   | Fechten               | 1960 Rom Säbel Mannschaft Herren                          | –    | 1      | –      | 3      |
| Ryszard Zub                   | Fechten               | 1964 Tokio Säbel Mannschaft Herren                        | –    | –      | 1      | 3      |
| Klaudia Zwolińska             | Kanuslalom            | 2024 Paris Einer-Kajak Damen                              | –    | 1      | –      | 1      |
| Krzysztof Zwoliński           | Leichtathletik        | 1980 Moskau 4 × 100 m Herren                              | –    | 1      | –      | 1      |